# Cointe
Cointe is een wijk van de Belgische stad Luik, gelegen ter linkerzijde van de Maas.
Cointe omvat een heuvel (Colline de Cointe) en de directe omgeving daarvan.

## Etymologie
De naam Cointe komt van het Latijn quinta, dat voorstad betekent.

## Geschiedenis
Cointe was tot 1768 een enclave van het Abdijvorstendom Stavelot-Malmedy, waarna het tot het Prinsbisdom Luik ging behoren.
In 1673 was sprake van een Sint-Mauritiuskapel, gebouwd op de fundamenten van een oudere kapel. Deze kapel werd in 1795 ontwijd, tijdens de Luikse Revolutie.
In 1896 werd de heuvel door een tramlijn met de stad Luik verbonden. In 1905 vond de Wereldtentoonstelling plaats in Luik, en werd te Cointe een park aangelegd.
In de jaren '70 van de 19e eeuw werd, door rijke industriëlen, het parc privé aangelegd. Hier werden villa's gebouwd. Ook ontstond hier het astronomisch observatorium van de Universiteit van Luik, dat wereldberoemd werd maar in 2001 werd gesloten, omdat de nabijheid van een grote stad voor een dergelijk instituut nadelig is.
Van 1925-1937 werkte men aan het Monument voor de intergeallieerden, dat een toren omvat als civiel monument, en een kerk, de Heilig Hartkerk, als religieus monument. Deze bouwwerken overheersen de hoogte ten zuiden van de stad.
In 2000 werd een ruim anderhalve kilometer lange tunnel onder de heuvel geopend. Deze tunnel leidt de Europese weg 25 ten zuiden van Luik.